# Karl-Heinz Schnellinger
Karl-Heinz Schnellinger (* 31. März 1939 in Düren; † 20. Mai 2024 in Mailand) war ein deutscher Fußballspieler.
Der Abwehrspieler war einer der ersten deutschen Profis, die ins Ausland wechselten. In Italien gewann er mit der AC Mailand von 1965 bis 1974 alle bedeutenden internationalen Titel. Zuvor hatte er in der Saison 1961/62 mit dem 1. FC Köln die deutsche Meisterschaft gewonnen, an der Weltmeisterschaft 1962 in Chile als herausragender deutscher Akteur teilgenommen, so dass ihn die deutschen Sportjournalisten zum Fußballer des Jahres 1962 wählten. Mit der deutschen Nationalmannschaft nahm er an vier Weltmeisterschaften (1958, 1962, 1966, 1970) teil und erreichte zweimal das Halbfinale sowie einmal das Finale.

## Karriere im Verein

### Zeit in Deutschland
Im Alter von zehn Jahren trat Schnellinger der SG Düren 99 bei, für deren Seniorenmannschaft er in der Saison 1957/58 in der 2. Liga West auflief und in 21 Spielen sechs Tore erzielte. Er wurde im Frühjahr 1957 für die Jugendnationalmannschaft nominiert und nahm im April 1957 am UEFA-Juniorenturnier in Spanien teil. Dort bildete er mit Fritz Pott das deutsche Verteidigerpaar. Spätestens nach seinem Länderspiel am 12. Oktober 1957 im Dress der Amateurnationalmannschaft gegen England an der Seite von Verteidigerkollege Willi Gerdau wurde er von Helmut Schön, dem damaligen Assistenten von Bundestrainer Sepp Herberger, für höhere Aufgaben empfohlen.
Nach der Weltmeisterschaft 1958 wechselte Schnellinger, der seine schulische Ausbildung in der Obersekunda zugunsten des Fußballs aufgab und eine kaufmännische Lehre erfolgreich absolvierte, zum 1. FC Köln, wo er in der Abwehr eine feste Größe war. Unter Trainer Péter Szabó debütierte er am 2. November 1958, beim Auswärtsspiel gegen Rot-Weiß Oberhausen, in der Oberliga West. Bei der 0:1-Niederlage bildete er mit Georg Stollenwerk im WM-System das Verteidigerpaar. Am Rundenende hatte er 19 Oberligaspiele absolviert, und Köln erreichte mit der Vizemeisterschaft den Einzug in die Endrunde um die deutsche Fußballmeisterschaft. In seiner ersten Endrunde bestritt er 1959 alle sechs Spiele; der Südmeister Eintracht Frankfurt erwies sich aber als zu stark, er gewann auch die deutsche Meisterschaft. Von 1960 bis 1963 gewann Schnellinger mit der Elf von Präsident Franz Kremer vier Meisterschaften in der Oberliga West in Folge. Sein erstes Endspiel um die deutsche Meisterschaft erlebte er am 25. Juni 1960 mit einer 2:3-Niederlage gegen den Hamburger SV. Mit den „Geißböcken“ gewann er 1962 unter Trainer Zlatko Čajkovski die deutsche Fußballmeisterschaft 1961/62 – im Endspiel besiegte Köln den 1. FC Nürnberg mit 4:0. 1963 stand Köln erneut im Endspiel, verlor aber mit 1:3 gegen Borussia Dortmund. Den Ehrentreffer für den FC erzielte Schnellinger. 1962 wurde er von den Sportjournalisten zu Deutschlands Fußballer des Jahres gewählt. Bei der Wahl zu Europas Fußballer des Jahres, bei der nur selten Abwehrspieler auf den vorderen Plätzen zu finden sind, belegte er 1962 den dritten Platz, 1963 wurde er Sechster. Nach der letzten Runde der alten erstklassigen Fußball-Oberliga 1962/63 – Schnellinger hatte 131 Oberligaspiele mit acht Toren, sowie 30 Endrundenspiele (1 Tor) für den 1. FC Köln von 1958 bis 1963 absolviert – wurde er Profi in der Serie A in Italien.
Schnellinger war über ein Jahrzehnt einer der weltbesten Abwehrspieler und kann zu den Großen des Fachs gezählt werden. Er war kopfballstark, hatte läuferisches Vermögen, eine gute Grundtechnik für den Spielaufbau, Klasse im defensiven Zweikampf und war ein guter Taktiker.
Als der englische Rechtsaußen Stanley Matthews 1965 im Alter von 50 Jahren sein Abschiedsspiel plante, lud er europäische Spitzenspieler ein. Zum direkten Gegenspieler wählte er sich Schnellinger, den er für den besten linken Verteidiger hielt. Die Auswahl vom Kontinent schlug die englische Nationalelf mit 6:4.

### Zeit in Italien
Schnellinger wechselte im Anschluss an die Vize-Meisterschaft 1963 für eine Ablösesumme von 1,12 Millionen DM in die italienische Serie A zur AS Rom. Aus der Transfersumme erhielt er ein Handgeld in Höhe von 300.000 DM und wurde zunächst für eine Spielzeit an die AC Mantova ausgeliehen. Nachdem Schnellinger in Mantua unter Trainer Luigi Bonizzoni eine starke Saison gespielt und sich in die Serie A eingeführt hatte, kehrte er zum AS Rom zurück, wo er unter Trainer Juan Carlos Lorenzo im September 1964 die Coppa Italia gewann und in der Saison 1964/65 Zehnter der Serie A wurde. Bald wurde der Spitzenclub AC Mailand auf den Blondschopf (Spitzname: Carlo il Biondo / Der blonde Karl, außerdem nannte man ihn dort „Volkswagen“ aufgrund seiner Verlässlichkeit) aufmerksam und verpflichtete ihn. Bei Milan spielte er mit Gianni Rivera, Kurt Hamrin, Pierino Prati, Giovanni Trapattoni oder Roberto Rosato zusammen, entwickelte sich im „Land des Catenaccio“ taktisch weiter und galt als einer der besten Verteidiger weltweit.
Mit dem lombardischen Traditionsclub gewann Schnellinger 1967 die Coppa Italia, 1968 den Scudetto und den Europapokal der Pokalsieger durch ein 2:0 über den Hamburger SV. Ein Jahr später schlug Milan das Team von Ajax Amsterdam mit 4:1 im Finale des Europapokals der Landesmeister. Damit hatte erstmals eine Mannschaft beide großen europäischen Fußballwettbewerbe gewonnen. 1969 kam der Weltpokal hinzu. 1972 und 1973 holte die AC Mailand zweimal die Coppa Italia sowie 1973 zum zweiten Mal den Europapokal der Pokalsieger, doch Schnellinger wurde im Finale gegen Leeds United (1:0) nicht eingesetzt. 1974 stand er zum letzten Mal in einem europäischen Cup-Endspiel, allerdings gewann dies der 1. FC Magdeburg, Pokalsieger der DDR.

### Wieder in Deutschland
Kurz darauf (Saison 1974/75) unterschrieb Karl-Heinz Schnellinger beim Bundesliga-Aufsteiger Tennis Borussia Berlin. Dies galt als Transfer-Coup, zum einen wegen seiner bisherigen Karriere, zum anderen, weil er bisher kein Spiel in der Bundesliga bestritten hatte. Schnellinger wurde Kapitän. Der 36-Jährige war jedoch weniger leistungsfähig und bestritt nur 19 Partien für die Berliner. Mit 89 Gegentreffern hatte TeBe die schwächste Abwehr der Liga und konnte den sofortigen Abstieg nicht verhindern. Schnellinger beendete seine aktive Laufbahn und ließ sich in Italien nieder.

### Nach der Karriere
In Italien lebte er in Segrate nahe Mailand. Er hatte drei Töchter und italienische Schwiegersöhne. Beruflich war er nach seiner sportlichen Karriere als Generalvertreter für Einbauküchen in Mailand tätig. Karl-Heinz Schnellinger starb am 20. Mai 2024 im Alter von 85 Jahren im Krankenhaus San Raffaele in Mailand.

## Karriere in der Nationalmannschaft

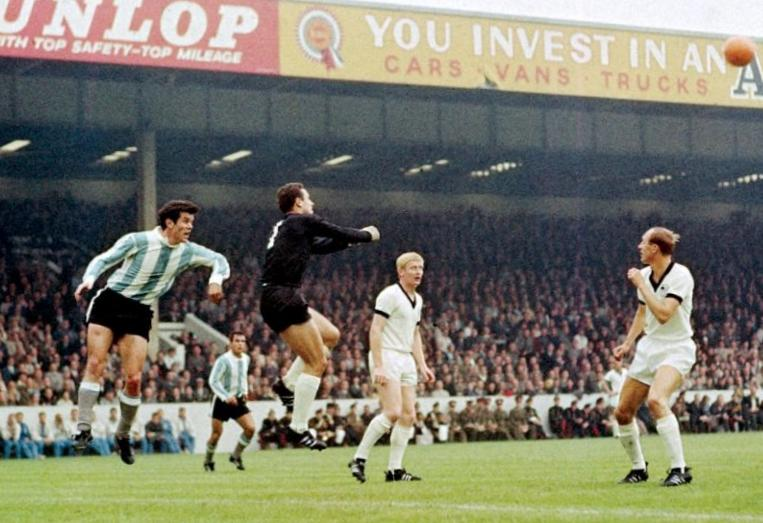
Solari, Mas, Tilkowski, Schnellinger und Schulz (Deutschland – Argentinien, WM 1966, England)

Schnellinger bestritt sein erstes Länderspiel für eine DFB-Auswahl am 31. März 1957 in Oberhausen, an seinem 18. Geburtstag, bei einem 4:1-Sieg der DFB-Jugendauswahl gegen die Auswahl Englands. Danach absolvierte er noch drei Länderspiele beim UEFA-Juniorenturnier in Spanien. Die Spiele gegen die Auswahl Ungarns am 14., Polens am 16. und Spaniens am 18. April 1957 endeten unentschieden (2:2, 2:2, 1:1).
Für die Amateur-Nationalmannschaft kam er einzig am 12. Oktober 1957 in Ilford beim 3:2-Sieg gegen die Auswahl Englands zum Einsatz.
Am 2. April 1958 (zwei Tage nach seinem 19. Geburtstag) gab der Verteidiger als Spieler aus der 2. Liga West, seinen Einstand in der A-Nationalmannschaft. „Schnellinger hat seine Prüfung glänzend bestanden. Bei ihm gibts kein Zögern, kein Zaudern. Kompromisslos zerstört er alle Angriffe“, schrieb die Presse nach dem Spiel gegen die Tschechoslowakei (3:2).
Herberger nahm Schnellinger nach einer Saison in der II. Division West mit 21 Einsätzen und sechs Toren für die SG Düren 99 noch im gleichen Jahr mit zur Weltmeisterschaft nach Schweden, wo Schnellinger internationale Erfahrung sammeln sollte, und setzte ihn in zwei Spielen ein: in der Vorrunde gegen die Tschechoslowakei (2:2) und im eher unbedeutenden Spiel um den Dritten Platz gegen Frankreich (3:6). Für die Dauer von 64 Jahren, bis zur WM 2022, als er von Youssoufa Moukoko abgelöst wurde, war er der jüngste deutsche Spieler, der bei einer Weltmeisterschaft zum Einsatz kam. Angetan hatte es dem Debütanten vor allem Fritz Walter, den er bewunderte und zu dem er aufschaute. Der „große Fritz“ war für den Jungen aus Düren der Idealfußballer. Sein Entdecker war der damalige Herberger-Assistent Helmut Schön, der auf Schnellinger in der Mittelrheinauswahl aufmerksam wurde.
1962 fuhr Karl-Heinz Schnellinger unter anderen Voraussetzungen zur WM nach Chile. Als amtierender Deutscher Meister war er nun eine feste Größe in Herbergers System. Obwohl die deutsche Elf nicht über das Viertelfinale hinauskam, hinterließ er einen starken Eindruck, denn die deutsche Abwehr musste in vier Spielen nur zwei Gegentreffer hinnehmen. Deutschlands Journalisten wählten ihn daraufhin zum „Fußballer des Jahres“ und er gehörte dem All-Star-Team der Weltmeisterschaft an.
Bei der WM 1966 in England standen neben Schnellinger mit Helmut Haller und Albert Brülls zwei weitere Italien-Legionäre im deutschen Kader, was der Mannschaft, die durch Jungstars wie Franz Beckenbauer, Wolfgang Overath und Lothar Emmerich komplettiert wurde, mehr Qualität brachte. Deutschland zählte zu den stärksten Mannschaften des Turniers, nicht zuletzt wegen ihrer Abwehr, die bis zum Finaleinzug nur zwei Gegentreffer kassieren musste. Doch das Endspiel im legendären Wembley-Stadion ging nach einer dramatischen Partie mit 2:4 n. V. an Gastgeber England.
Am 30. Juli 1966 erhielt er das Silberne Lorbeerblatt.
Bei seiner vierten WM 1970 in Mexiko organisierte Schnellinger die deutsche Abwehr. Sein einziges Tor, das er in 47 Spielen für die Nationalelf erzielte, war der Ausgleichstreffer im Halbfinale gegen Italien. Am 17. Juni 1970 im WM-Halbfinalspiel Deutschland gegen Italien im Aztekenstadion von Mexiko-Stadt vor über 100.000 Zuschauern lag die Mannschaft Helmut Schöns seit der 8. Minute 0:1 zurück. Es lief bereits die 91. Minute. Jürgen Grabowski flankte von links. Karl-Heinz Schnellinger grätschte mit rechts: 1:1. Den deutschen Kommentator Ernst Huberty verleitete das zu dem Kultausspruch „Ausgerechnet Schnellinger…“, weil Schnellinger seit Jahren in Italien spielte. Es folgte eine spektakuläre und bis heute berühmte Verlängerung. Italien siegte 4:3 n. V., und noch heute spricht man vom „Jahrhundertspiel“. Deutschland wurde schließlich WM-Dritter (1:0-Sieg über Uruguay).
Am 17. Februar 1971 absolvierte Schnellinger beim 1:0 über Albanien sein letztes Länderspiel und beendete nach 13 Jahren und 47 Spielen, davon 17 bei Weltmeisterschaften, in der Nationalelf seine Karriere.

## Erfolge

### Nationalmannschaft
- Vierter der Weltmeisterschaft: 1958
- Vize-Weltmeister: 1966
- Dritter der Weltmeisterschaft: 1970

### Vereine
- Deutscher Meister: 1962
- Italienischer Meister: 1968
- Italienischer Pokalsieger: 1964, 1967, 1972, 1973
- Europapokalsieger der Pokalsieger: 1968, 1973
- Europapokalsieger der Landesmeister: 1969
- Weltpokalsieger: 1969

### Persönliche Auszeichnungen
- Deutschlands Fußballer des Jahres: 1962
- Einstufung als Weltklasse in der Rangliste des deutschen Fußballs: 1960, Sommer 1961, Winter 1961/62, Winter 1962/63, Sommer 1963, Sommer 1966, Sommer 1970, Winter 1970/71

## Statistik
Für die Angaben für Vereinsspiele sind nur deutsche Vereine berücksichtigt.
- 47 Länderspiele; 1 Tor für Deutschland
- 1 Amateur-Länderspiel
- Bundesliga

19 Spiele Tennis Borussia Berlin
- Oberliga West

131 Spiele; 8 Tore 1. FC Köln
- Endrunde um die deutsche Meisterschaft

30 Spiele; 1 Tor 1. FC Köln
- DFB-Pokal

3 Spiele 1. FC Köln
- Westpokal

11 Spiele; 3 Tore 1. FC Köln
- Europapokal der Landesmeister; UEFA-Pokal

4 Spiele 1. FC Köln